# Tenerastes mauritianus
Tenerastes mauritianus là một loài bọ cánh cứng trong họ Cleridae. Loài này được Lesne miêu tả khoa học năm 1932.